# Сольда, Роберто
Роберто Сольда (итал. Roberto Soldà; род. 28 мая 1959, Вальданьо) — итальянский футболист, защитник. Наиболее известен по выступлениям за «Ювентус», «Лацио» и  «Аталанту».

## Карьера

### Игровая
Дебютировал в Cерии A в футболке Комо 11 октября 1981 года. В 1983 году был куплен Аталантой, за которую забил четырежды; по итогам сезона клуб вышел в Серию A. Вскоре он был замечен скаутами "Ювентуса", которые приобрели его в качестве "преемника Гаэтано Ширеа". Однако в своём первом и единственном сезоне за Ювентус Сольда не оправдал ожиданий и потому позже перешёл в Верону. Поиграв за жёлто-синих два сезона, Сольда перешёл в "Лацио". В общей сложности футболист провёл в Серии A более двухсот матчей.

### Тренерская
После завершения карьеры в Монце, Сольда становится главным тренером швейцарского Кьяссо. В 1997 году в Италии становится тренером второй категории, после чего становится тренером Монтикьяри. В 1998 году ушёл с поста главного тренера итальянского клуба.
С мая 2013 года занимает должность технического директора футбольного клуба Чисерано.

## Характеристика
Футболист имел позиционное чутьё и хорошую физическую подготовку, часто поднимался на позицию полузащитника, что позволяло организовывать атаки.

## Достижения

### Игрок
- Серия B (1)

Аталанта: 1983-1984

## Внешние ссылки
- Профиль игрока и профиль тренера (англ.) на сайте Transfermarkt